# Caprella rinki
Caprella rinki är en kräftdjursart som beskrevs av Knud Hensch Stephensen 1917. Caprella rinki ingår i släktet Caprella och familjen Caprellidae. Inga underarter finns listade i Catalogue of Life.